# Openingsveiling
Openingsveiling is een beursterm.
Alle orders die gedurende de nacht voor de opening zijn binnengekomen worden verzameld in het orderboek. Bij de opening is dus een verhoudingsgewijs grote liquiditeit voorhanden. Direct bij de opening vindt een veiling plaats waarbij orders daar waar mogelijk worden gekoppeld aan de in het orderboek aanwezige tegenorders en zo mogelijk uitgevoerd. Dit gebeurt in het NSC-systeem, het verloopt volgens vaste regels en is volledig geautomatiseerd. Naast openingsveilingen kent men op de Amsterdamse beurs ook de veiling in lokale fondsen en de slotveiling.